# Abraeus parvulus
Abraeus parvulus är en skalbaggsart som beskrevs av Aubé 1842. Abraeus parvulus ingår i släktet Abraeus och familjen stumpbaggar. Enligt den svenska rödlistan är arten starkt hotad i Sverige. Arten förekommer i Svealand. Artens livsmiljö är skogslandskap, jordbrukslandskap. Inga underarter finns listade i Catalogue of Life.